# Romeinse villa Nennig

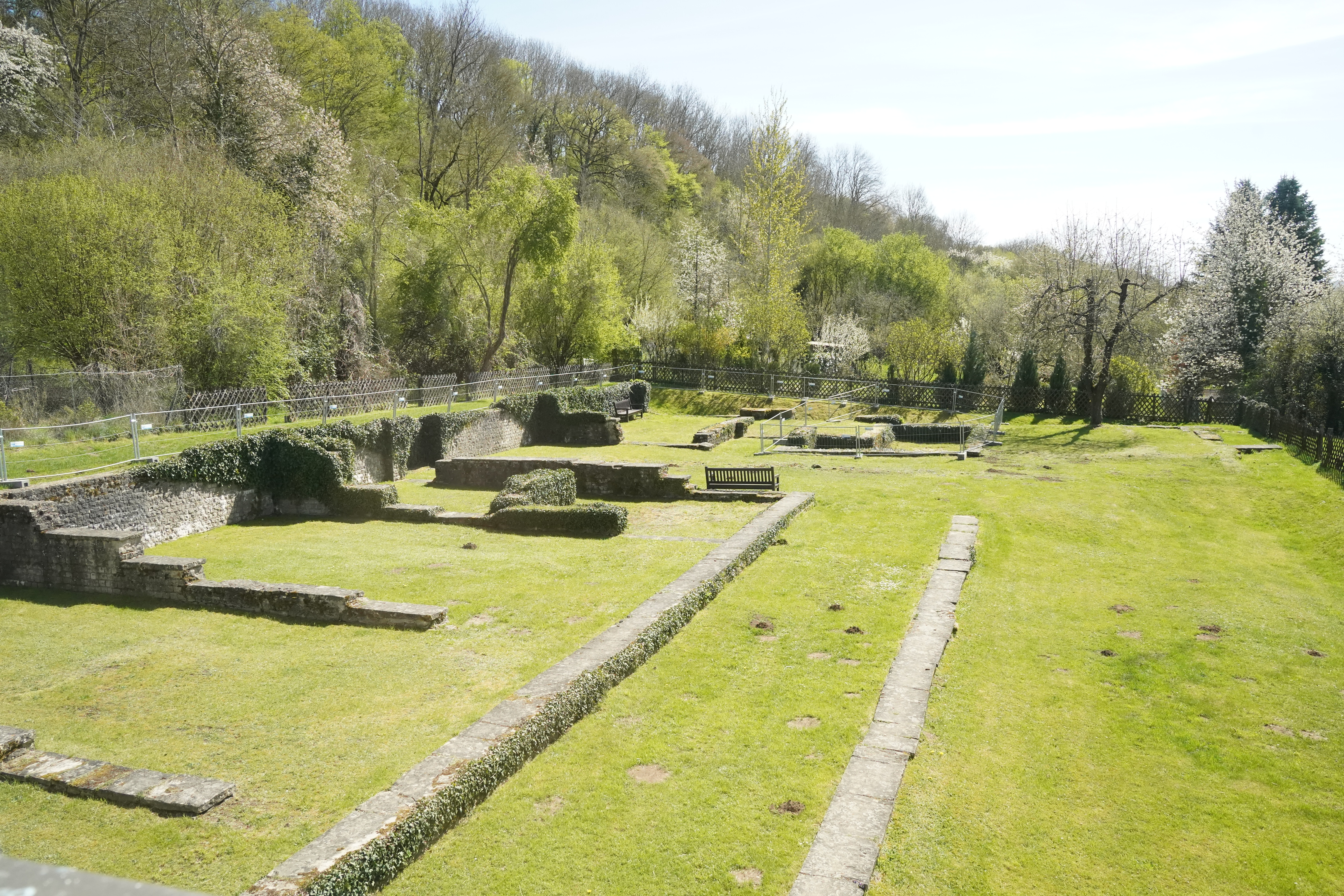
Archeologische site

De Romeinse villa Nennig is een archeologische site in de Duitse gemeente Perl (Saarland). De Romeinse praalvilla bevatte een goed bewaarde mozaïek van circusspelen.

## Beschrijving
De villa werd gebouwd in de eerste eeuw of tweede eeuw en bevindt zich in de Moezelvallei. Het gebouw had twee verdiepingen en een 140 meter lange hal. De buitenmuren van deze hal waren beschilderd. Aan weerszijden van de hal stond een gebouw dat uitstak. Zuilengangen aan beide zijden van een binnenplaats leidden naar een thermengebouw op 200 meter van de villa. Bij de villa hoorden ook woonhuizen en gebouwen bestemd voor de exploitatie van een groot landbouwdomein. In de omgeving ligt ook de Mahl Knopf, een Romeins grafmonument met een diameter van 44 meter.

### Mozaïek

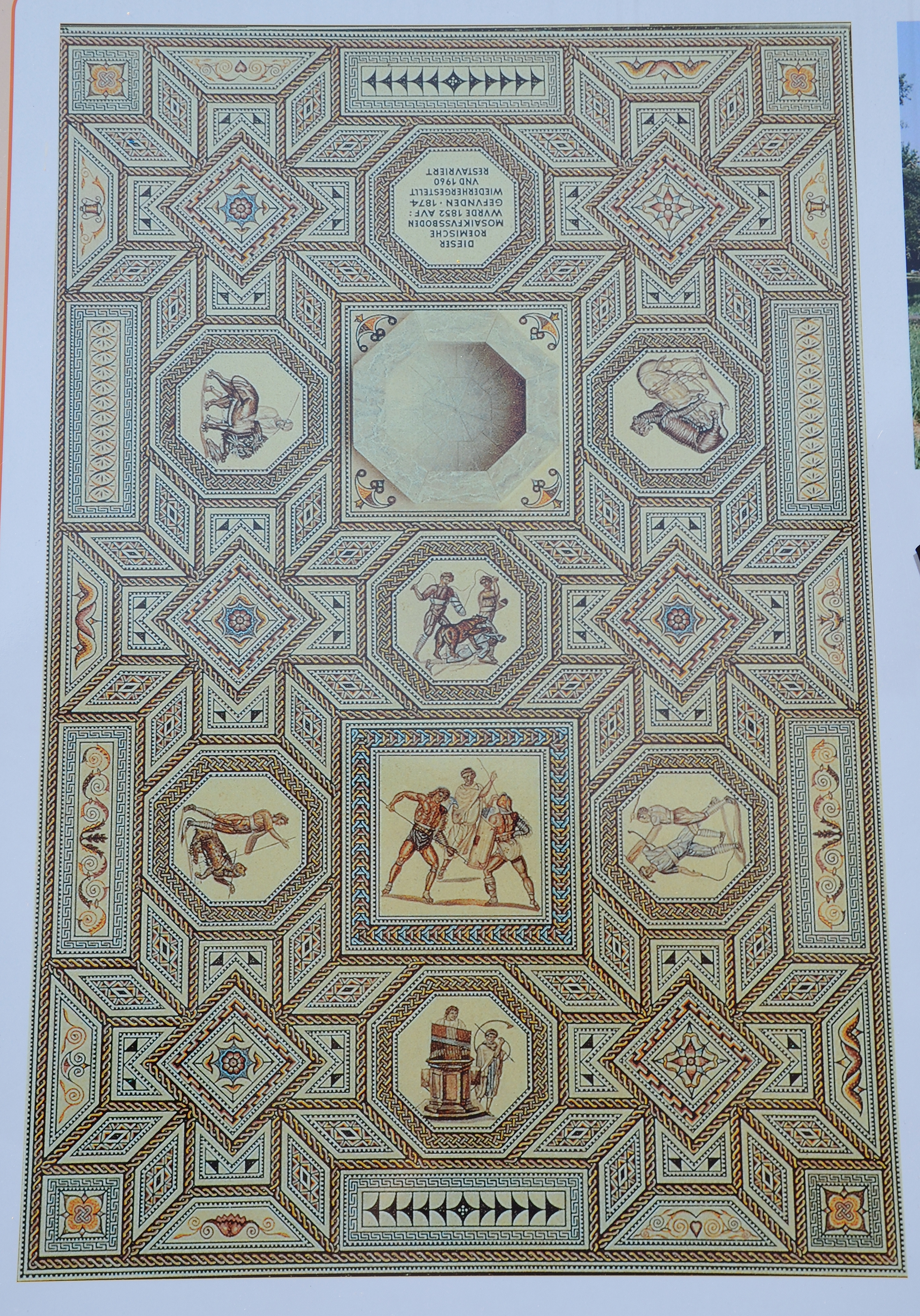
Mozaïek

De vloermozaïek hoorde bij een atrium en meet 10,30 op 15,65 meter. In de mozaïek van 160 m² zijn ongeveer drie miljoen tesserae verwerkt. De mozaïek stamt uit de derde eeuw en bestaat uit geometrische en bloemmotieven met centraal twee rechthoekige velden. Een veld wordt ingenomen door een marmeren bassin, het tweede veld door een afbeelding van een gladiatorengevecht. Zeven symmetrisch opgestelde medaillons, waarvan er een is verloren gegaan, tonen het verloop van een spektakel in het amfitheater, voornamelijk gevechten met wilde dieren.

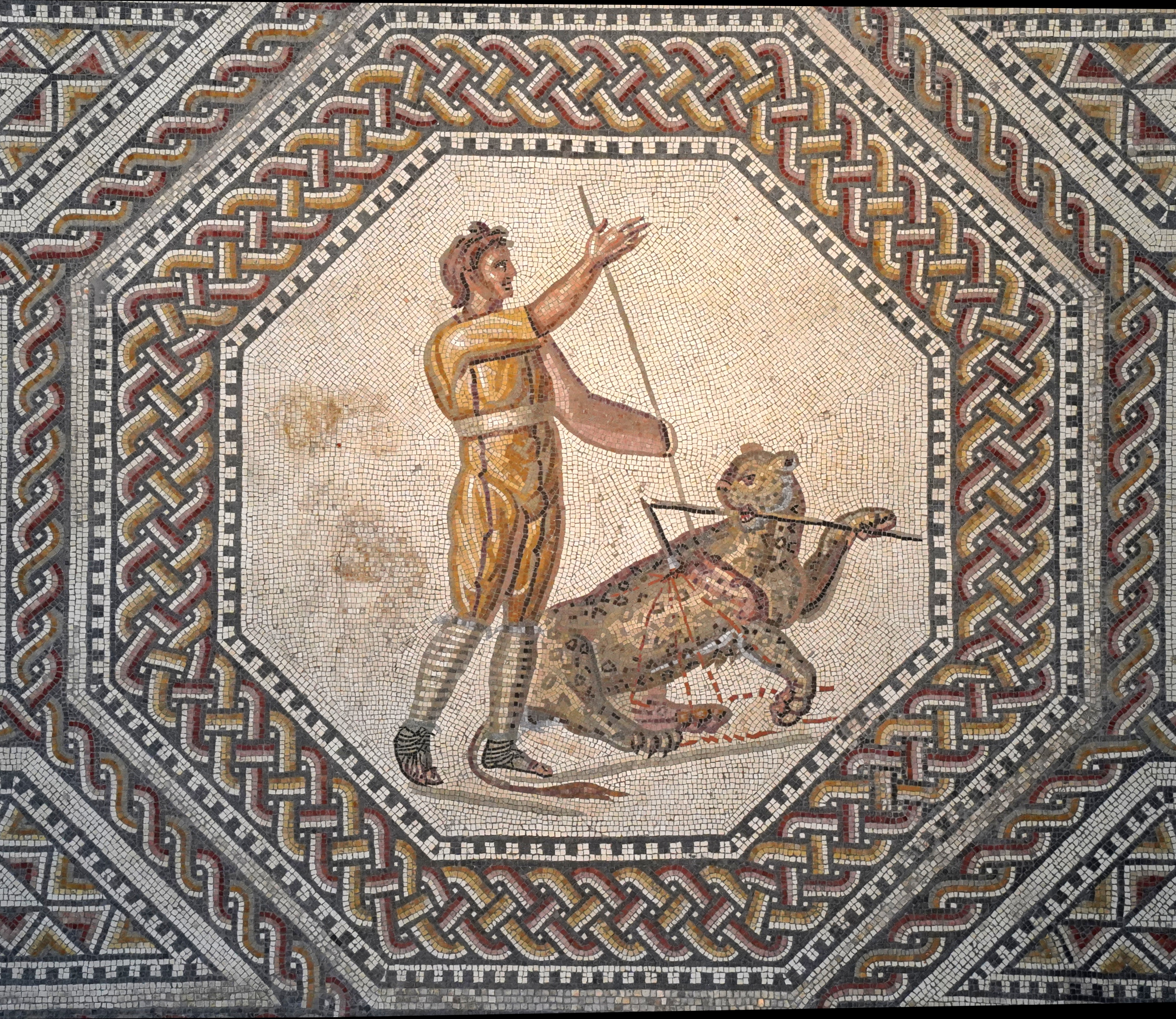
Venator met een dodelijk verwonde luipaard
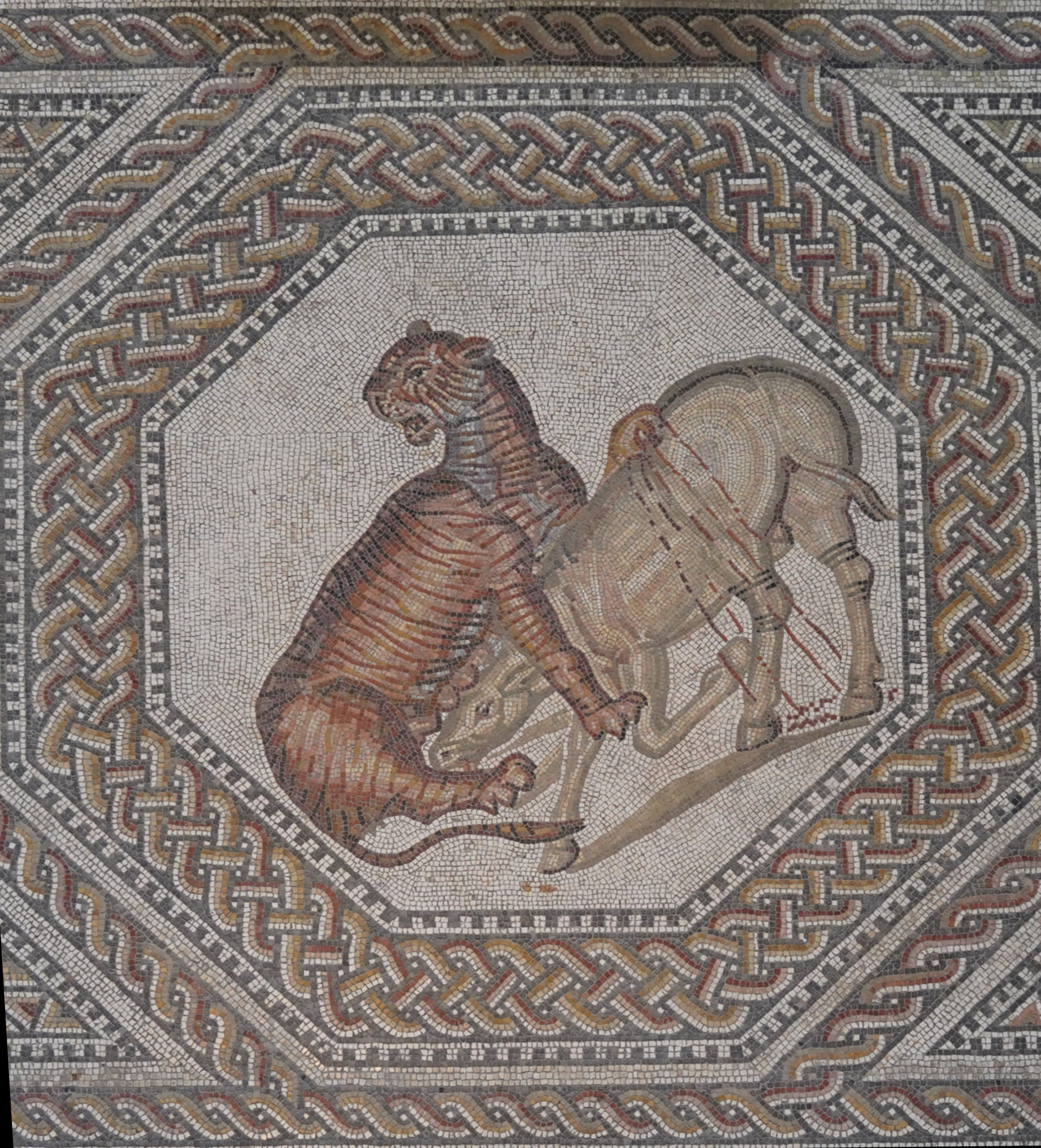
Tijger en wilde ezel
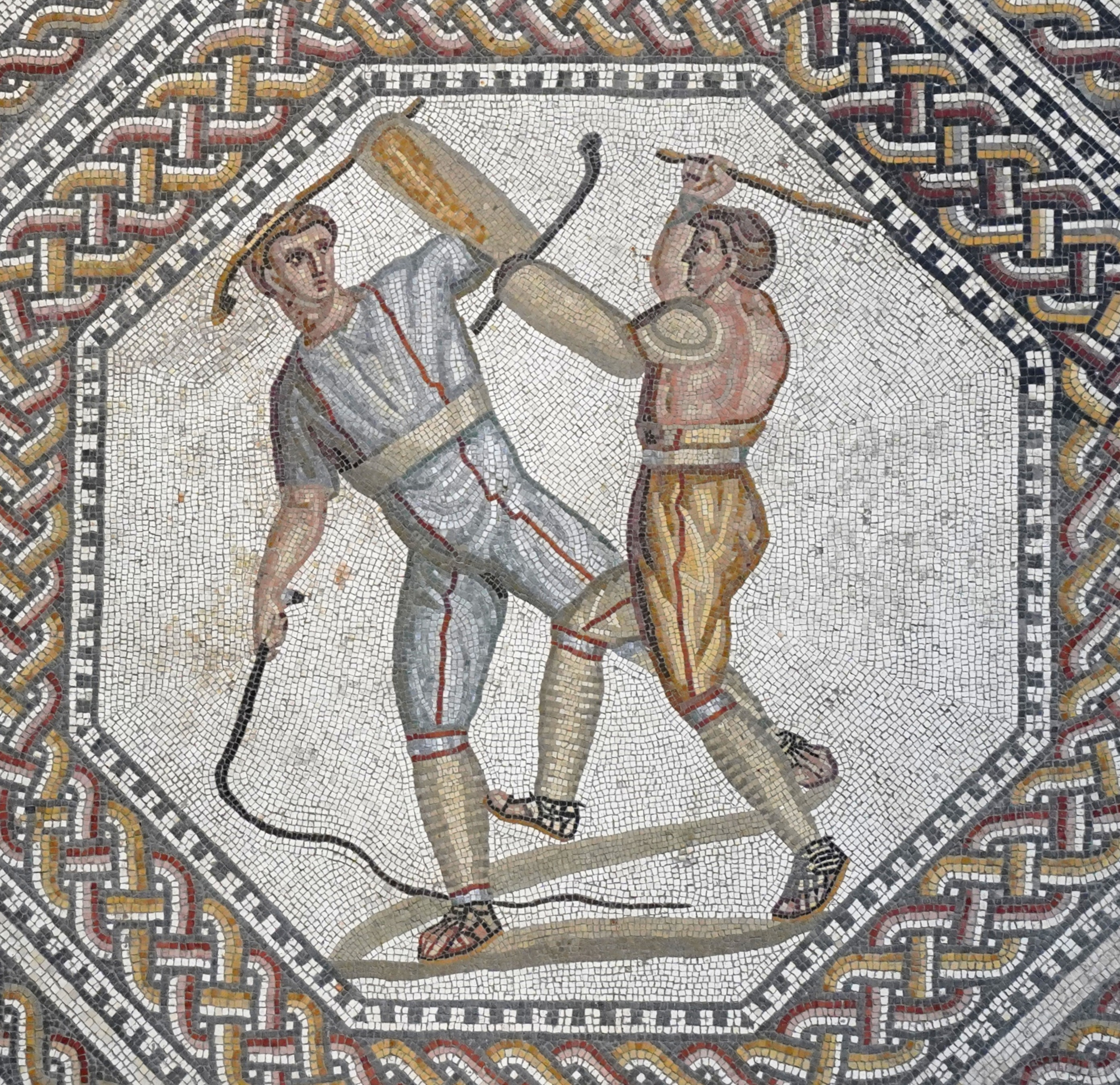
Gevecht met stok en zweep
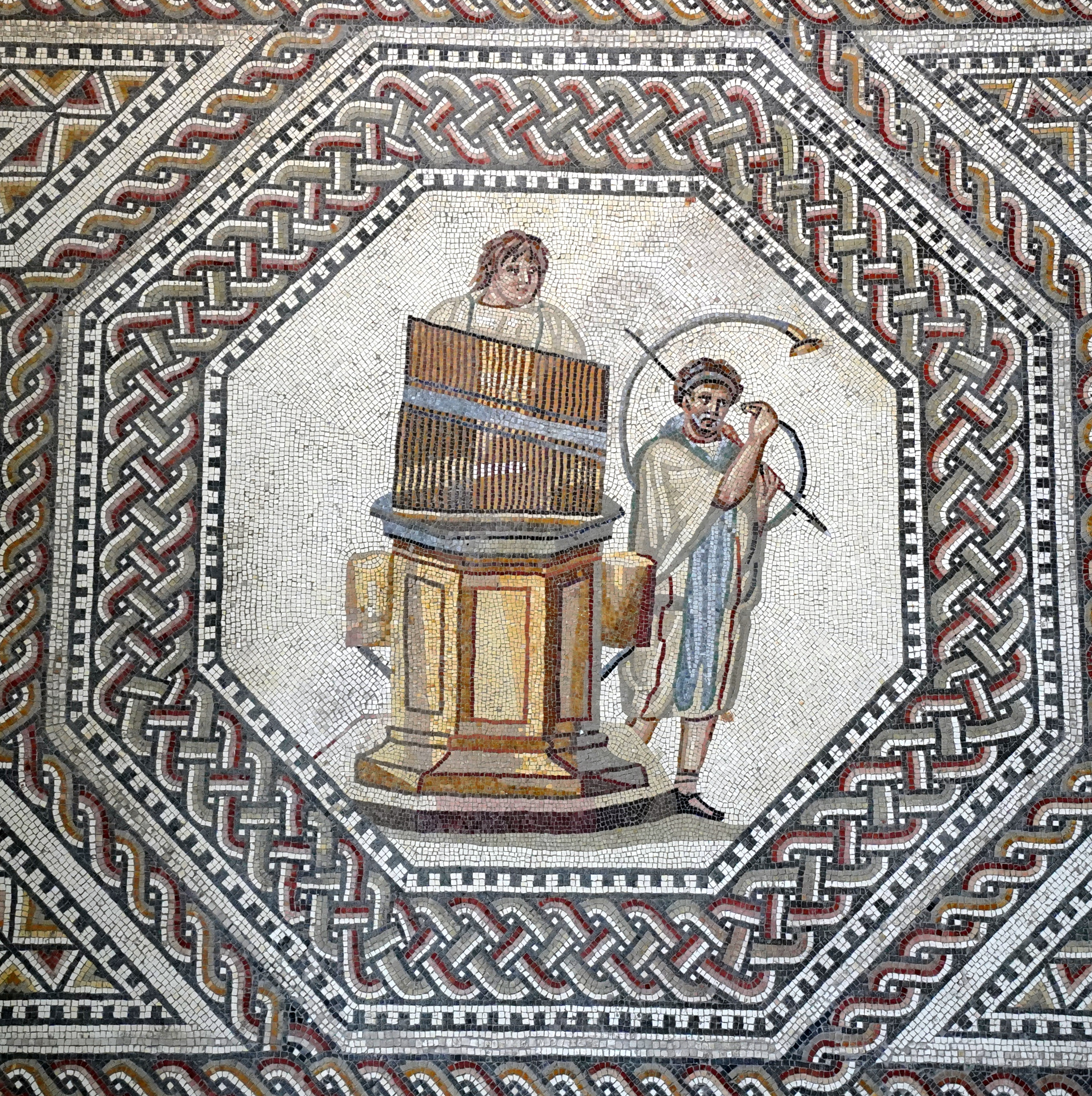
Muziek aan het begin of aan het einde van de spelen, met een hydraulus (waterorgel) en een hoorn
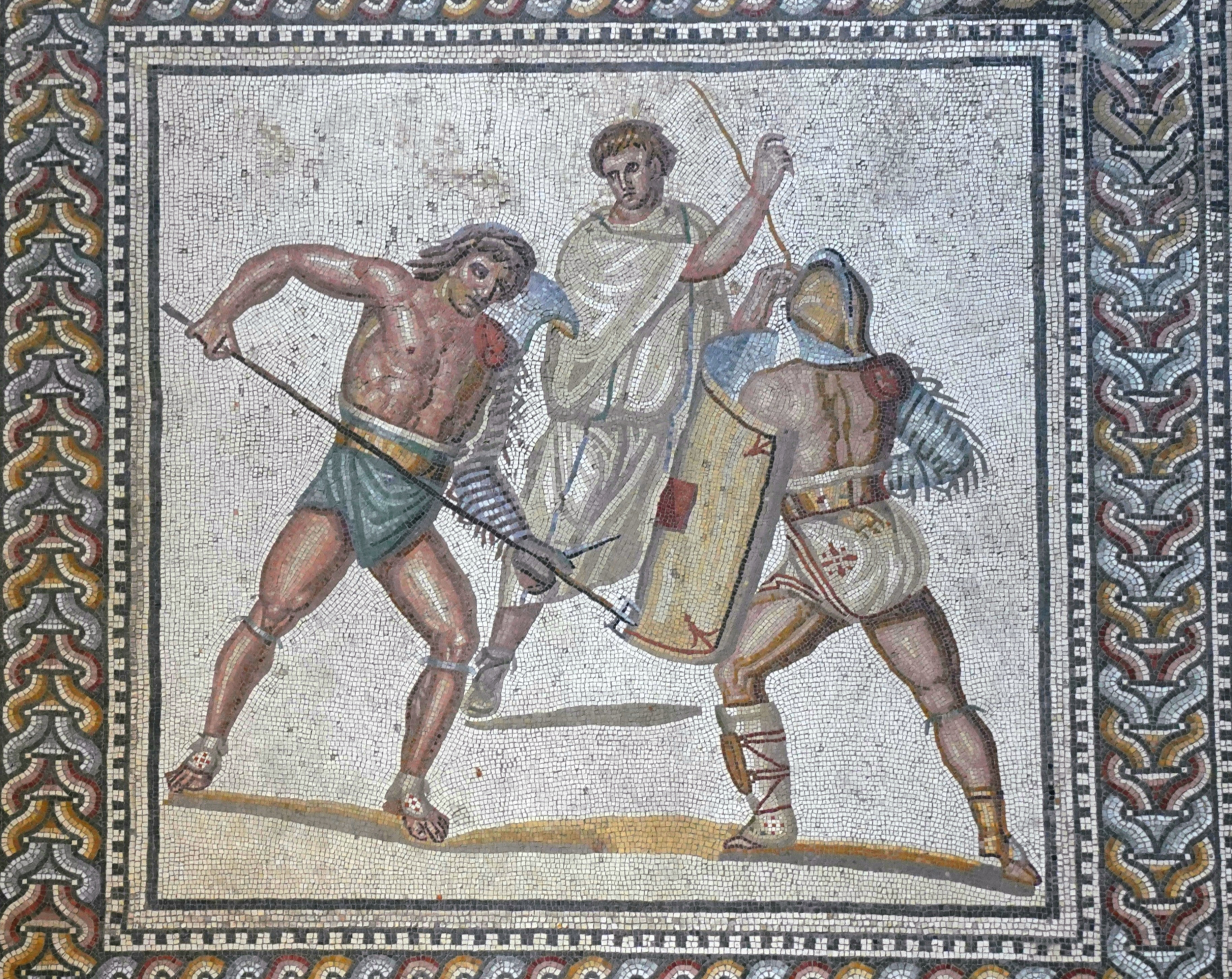
Gevecht tussen een retiarius en een secutor

## Geschiedenis

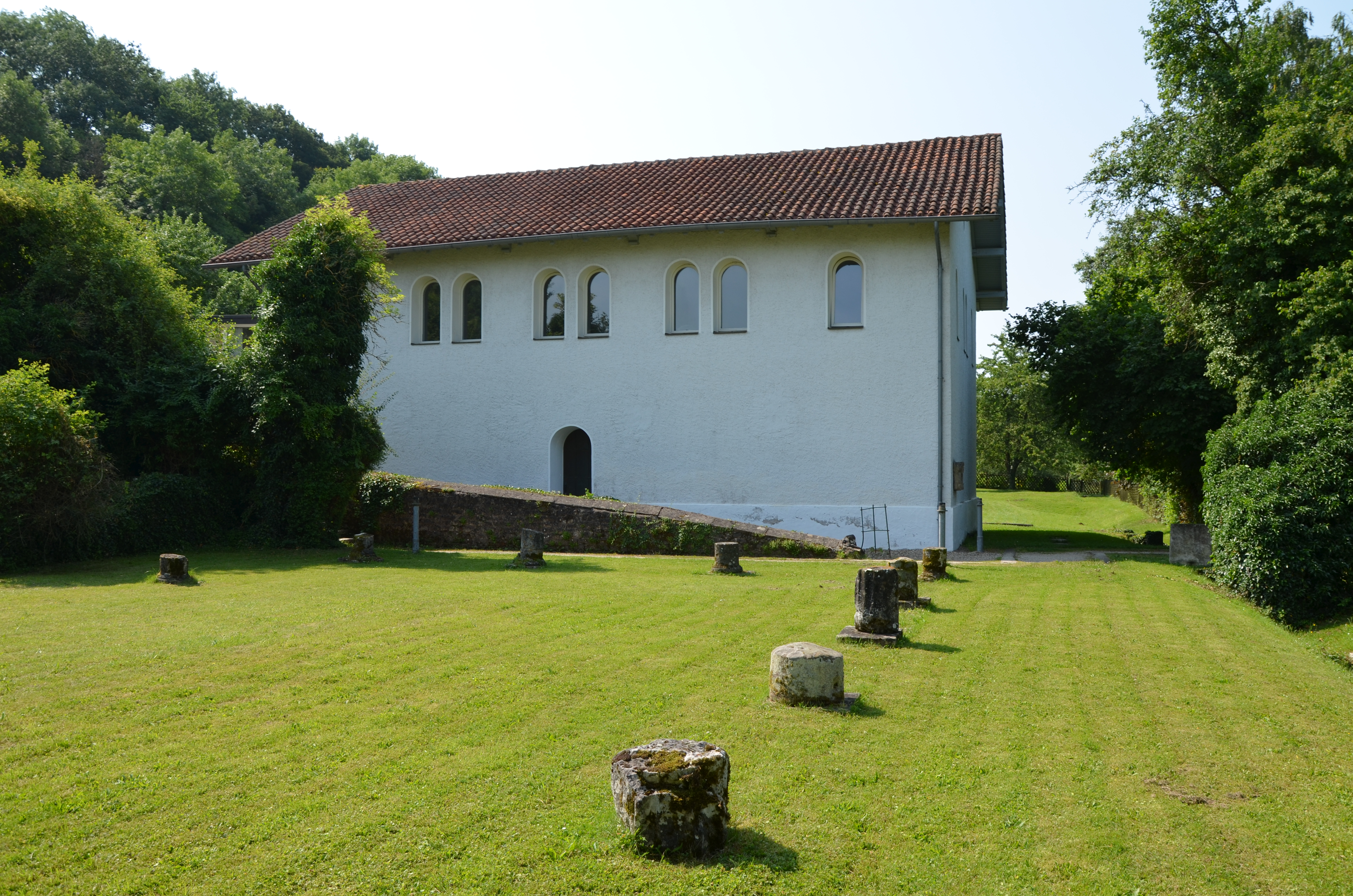
Museum

De mozaïek werd in 1852 bij toeval ontdekt door een boer in de Duitse plaats Nennig. Tussen 1866 en 1876 volgden archeologische opgravingen, waarbij enkel delen van de villa werden blootgelegd. De mozaïek werd in 1874 hersteld en in 1960 volgde een nieuwe restauratie om de mozaïek te beschermen tegen grondwater. De mozaïek is bewaard op de vindplaats en bevindt zich in een museaal gebouw.